# Myrmoteras barbouri
Myrmoteras barbouri är en myrart som beskrevs av William Steel Creighton 1930. Myrmoteras barbouri ingår i släktet Myrmoteras och familjen myror. Inga underarter finns listade i Catalogue of Life.